# Sunrise (гурт)
Sunrise — український павер-метал гурт із Києва.

## Історія
Гурт Sunrise був сформований у Києві у 2003 році. Стиль, у якому грає гурт, характеризується як мелодійний павер-спід метал. Основна мова, якою виконуються пісні — англійська, також є пісні й українською мовою.
Тематика текстів зачіпає питання самореалізації та самопізнання людини, пошуку сенсу життя й духовного розвитку, а також ліричні роздуми про любов і взаємини між людьми. Мелодична побудова пісень здатна викликати цілу гаму почуттів і душевних переживань.
У лютому 2007 року гурт закінчив запис свого дебютного альбому «Liberty», реліз якого відбувся 1 лютого 2008 року на російському лейблі «Metalism Records».
Навесні 2009 Sunrise закінчили запис свого другого альбому «Trust Your Soul», видання якого відбулося 30 січня 2010 року на італійському лейблі Heart Of Steel/Emmeciesse Music Publishing.
З жовтня 2009 пісні «Sunrise», зокрема титульний трек другого альбому «Trust Your Soul», а також кавер-версія на пісню Helloween «If I Could Fly», активно ротуються в ефірі найбільшої української рок-радіостанції «Radio ROKS».
19 січня 2016 року гурт випустив третій повноформатний альбом «Absolute Clarity», реліз якого став можливим завдяки успішній краудфандинговій кампанії. 10 квітня відбулася масштабна презентація альбому в рамках великого сольного концерту в київському клубі Atlas.
2 лютого 2017 року відбувся реліз концертного DVD «Through The Eyes Of Infinity», що став першою подібною відеороботою на українській power metal сцені. Концертний сезон 2017 гурт розпочав із виступу на одній сцені з титанами німецької метал-сцени Rage.
На початку весни 2017 Sunrise оголосили про початок співпраці з українським музичним лейблом Moon Records, за підтримки якого 4 квітня вийшов україномовний сингл «Дар».
У 2018 році Sunrise відзначив 15-річчя творчої діяльності. До цієї події гурт вирушив в тур містами України, що розпочався 8 лютого великим концертом у столиці за участю Заслуженого академічного оркестру Збройних Сил України.

## Учасники

### Поточний склад
- Костянтин «Laars» Науменко — ударні (2003—2004), вокал (з 2003)
- Дар'я Науменко — клавішні, бек-вокал (з 2016)
- Євген Васильєв — гітара (з 2018)
- Владислав Сєдов — бас-гітара (з 2018)
- Олександр Ігнатенко — ударні (2012—2015; з 2018)

### Колишні учасники
- Віталій «Kiirk» Петриченко — гітара (2003—2015)
- Володимир Овчаров — гітара (?-2007)
- Олександр «Narayan» Руднєв — гітара (2008—2011)
- Олексій Шеховцов — гітара (2011—2012)
- Сергій Матущєнко — гітара (2012—2016)
- Олександр «Agnarr» Тахмазов — гітара (2016—2017)
- Максим Кобзєв — гітара (2017—2018)
- Кирил Шаповалєнко — бас-гітара (2003—2006)
- Олександр Назаренко — бас-гітара (2007—2009)
- Євгеній «Dresden» Костюкевич — бас-гітара (2009)
- Руслан «Dervish» Вакулюк — бас-гітара (2010—2018)
- Сергій «Serj» Мороз — ударні (2004—2012)
- Едуард Саркіц — ударні (2014—2018)
- Едуард «Eddie» Фефер — клавішні (2005—2010)
- Марат Адієв — клавішні (2015—2018)

## Дискографія

### Студійні альбоми
- Liberty (2007)
- Trust Your Soul (2009)
- Absolute Clarity (2016)
- Equilibria (2021)

### EP
- Illusion Of Life (2006)
- Dreamer Online (2009)
- Hope And Pray (2013)

### Сингли
- Дар (2017)

## Відеографія

### Офіційні кліпи
- Tower Of Fear (2015)
- Дар (2018)

### Офіційні live-відео
- Hope And Pray (2016)
- All This Time (2016)
- God Gave Me Everything I Want (Mick Jagger cover) (2016)
- Live In Peace (2016)
- Star Ocean (2017)
- Unbreakable (Stratovarius cover) (2017)
- What You Have Done (Live with an Orchestra) (2018)
- Not Your Friend (Live with an Orchestra) (2018)

### DVD
- Through The Eyes Of Infinity (2017)